# Hydraena invicta
Hydraena invicta är en skalbaggsart som beskrevs av Perkins 2007. Hydraena invicta ingår i släktet Hydraena och familjen vattenbrynsbaggar. Inga underarter finns listade i Catalogue of Life.